# Чемпіонат України з футболу 1996—1997: вища ліга (склади команд)
У складах клубів подано гравців, які провели щонайменше 1 гру в вищій лізі сезону 1996/97. Прізвища, імена та по батькові футболістів подані згідно з офіційним сайтом ФФУ.

## «Ворскла» (Полтава)
Головний тренер: Віктор Пожечевський
| №            | Футболіст                          | Дата народження   | Країна   | Ігри     | Голи     |
| Воротарі     | Воротарі                           | Воротарі          | Воротарі | Воротарі | Воротарі |
| ------------ | ---------------------------------- | ----------------- | -------- | -------- | -------- |
|              | Ковтун Андрій Олександрович        | 28 лютого 1968    | Україна  | 30       | 26п      |
|              | Моргун Олег Анатолійович           | 10 січня 1965     | Україна  | 1        | 0п       |
| Захисники    |                                    |                   |          |          |          |
|              | Боровський Станіслав Миколайович   | 8 липня 1970      | Україна  | 20       | 0        |
|              | Головко Олександр Миколайович      | 20 лютого 1973    | Україна  | 25       | 0        |
|              | Гречаний Василь Володимирович      | 23 січня 1975     | Україна  | 7        | 0        |
|              | Дичко Володимир Вікторович         | 7 вересня 1972    | Україна  | 22       | 4        |
|              | Кефалов Велін Дончев               | 18 вересня 1968   | Болгарія | 13       | 0        |
|              | Кривенко Олег Миколайович          | 25 квітня 1965    | Україна  | 13       | 0        |
|              | Мачоган Ігор Петрович              | 3 березня 1970    | Україна  | 27       | 1        |
|              | Хомин Андрій Романович             | 24 травня 1968    | Україна  | 26       | 2        |
|              | Шевченко Микола Миколайович        | 24 вересня 1967   | Україна  | 1        | 0        |
| Півзахисники |                                    |                   |          |          |          |
|              | Богатир Віктор Миколайович         | 11 травня 1969    | Україна  | 23       | 1        |
|              | Венглінський Олександр Миколайович | 29 листопада 1974 | Україна  | 11       | 0        |
|              | Гузенко Андрій Леонідович          | 19 лютого 1973    | Україна  | 13       | 2        |
|              | Кислов Ігор Миколайович            | 19 липня 1966     | Україна  | 28       | 8        |
|              | Кобзар Віталій Юрійович            | 9 травня 1972     | Україна  | 24       | 4        |
|              | Коновальчук Володимир Дмитрович    | 23 листопада 1965 | Україна  | 4        | 0        |
|              | Корєнєв Дмитро Віталійович         | 7 жовтня 1970     | Україна  | 1        | 0        |
|              | Марченко Андрій Вікторович         | 4 жовтня 1968     | Україна  | 6        | 0        |
|              | Омельчук Олександр Макарович       | 22 вересня 1970   | Україна  | 13       | 3        |
|              | Самойлов Віталій Олегович          | 1 березня 1975    | Україна  | 7        | 1        |
|              | Соболь Юрій Олексійович            | 19 березня 1966   | Україна  | 1        | 0        |
|              | Яремчук Іван Іванович              | 19 березня 1962   | Україна  | 14       | 0        |
| Нападники    |                                    |                   |          |          |          |
|              | Агарін Олександр Миколайович       | 24 червня 1973    | Україна  | 9        | 0        |
|              | Лапко Микола Романович             | 11 жовтня 1976    | Україна  | 15       | 2        |
|              | Чуйченко Сергій Олександрович      | 25 жовтня 1968    | Україна  | 28       | 14       |
|              | Шарій Іван Григорович              | 24 листопада 1957 | Україна  | 29       | 8        |

## «Динамо» (Київ)
Головні тренери: Йожеф Сабо (15 матчів), Валерій Лобановський (15 матчів)
| №            | Футболіст                           | Дата народження   | Країна   | Ігри     | Голи     |
| Воротарі     | Воротарі                            | Воротарі          | Воротарі | Воротарі | Воротарі |
| ------------ | ----------------------------------- | ----------------- | -------- | -------- | -------- |
|              | Кернозенко Вячеслав Сергійович      | 4 червня 1976     | Україна  | 2        | 2п       |
|              | Кутєпов Ігор Миколайович            | 17 грудня 1965    | Україна  | 4        | 4п       |
|              | Шовковський Олександр Володимирович | 2 січня 1975      | Україна  | 24       | 14п      |
| Захисники    |                                     |                   |          |          |          |
|              | Беженар Сергій Миколайович          | 9 серпня 1970     | Україна  | 19       | 2        |
|              | Ващук Владислав Вікторович          | 2 січня 1975      | Україна  | 21       | 2        |
|              | Волосянко Микола Миколайович        | 13 березня 1972   | Україна  | 7        | 1        |
|              | Головко Олександр Борисович         | 6 січня 1972      | Україна  | 23       | 1        |
|              | Дмитрулін Юрій Михайлович           | 10 лютого 1975    | Україна  | 18       | 1        |
|              | Лужний Олег Романович               | 5 серпня 1968     | Україна  | 28       | 2        |
|              | Хацкевіч Аляксандр Мікалаєвіч       | 19 жовтня 1973    | Білорусь | 23       | 1        |
|              | Шматоваленко Сергій Сергійович      | 29 січня 1967     | Україна  | 6        | 0        |
| Півзахисники |                                     |                   |          |          |          |
|              | Бялькевіч Валянцін Мікалаєвіч       | 27 січня 1973     | Білорусь | 13       | 3        |
|              | Гусін Андрій Леонідович             | 11 грудня 1972    | Україна  | 13       | 3        |
|              | Даценко Сергій Анатолійович         | 10 грудня 1977    | Україна  | 1        | 0        |
|              | Калитвинцев Юрій Миколайович        | 5 травня 1968     | Україна  | 28       | 5        |
|              | Кардаш Василь Ярославович           | 14 січня 1973     | Україна  | 17       | 3        |
|              | Косовський Віталій Владиславович    | 11 серпня 1973    | Україна  | 21       | 1        |
|              | Костюк Ігор Володимирович           | 14 вересня 1975   | Україна  | 3        | 0        |
|              | Максимов Юрій Вільйович             | 8 грудня 1968     | Україна  | 21       | 6        |
|              | Михайленко Дмитро Станіславович     | 13 липня 1973     | Україна  | 25       | 4        |
|              | Похлебаєв Євген Васильович          | 25 листопада 1971 | Україна  | 7        | 2        |
|              | Самойлов Віталій Олегович           | 1 березня 1975    | Україна  | 5        | 0        |
|              | Шкапенко Павло Леонідович           | 16 грудня 1972    | Україна  | 14       | 1        |
| Нападники    |                                     |                   |          |          |          |
|              | Антюхін Олексій Володимирович       | 25 листопада 1971 | Україна  | 6        | 0        |
|              | Леоненко Віктор Євгенович           | 5 жовтня 1969     | Україна  | 9        | 5        |
|              | Ребров Сергій Станіславович         | 3 червня 1974     | Україна  | 30       | 20       |
|              | Шевченко Андрій Миколайович         | 29 вересня 1976   | Україна  | 20       | 6        |

## «Дніпро» (Дніпропетровськ)
Головний тренер: В'ячеслав Грозний
| №            | Футболіст                           | Дата народження   | Країна   | Ігри     | Голи     |
| Воротарі     | Воротарі                            | Воротарі          | Воротарі | Воротарі | Воротарі |
| ------------ | ----------------------------------- | ----------------- | -------- | -------- | -------- |
|              | Близнюк Ілля Владіславович          | 28 липня 1973     | Україна  | 29       | 17п      |
|              | Гуменюк Олександр Анатолійович      | 6 жовтня 1976     | Україна  | 1        | 2п       |
|              | Збарах Микола Миколайович           | 25 лютого 1975    | Україна  | 1        | 0п       |
| Захисники    |                                     |                   |          |          |          |
|              | Білокінь Сергій Вікторович          | 14 листопада 1977 | Україна  | 5        | 0        |
|              | Дірявка Сергій Георгійович          | 18 квітня 1971    | Україна  | 3        | 0        |
|              | Козар Геннадій Васильович           | 23 вересня 1971   | Україна  | 24       | 0        |
|              | Павлюх Іван Богданович              | 12 серпня 1976    | Україна  | 18       | 0        |
|              | Першин Олександр Валентинович       | 23 червня 1977    | Україна  | 5        | 0        |
|              | Поклонський Олександр Володимирович | 22 січня 1975     | Україна  | 23       | 2        |
|              | Скрипник Віктор Анатолійович        | 19 листопада 1969 | Україна  | 2        | 3        |
|              | Сосенко Костянтин Федорович         | 26 вересня 1969   | Україна  | 24       | 0        |
|              | Харківщенко Ігор Олександрович      | 17 січня 1967     | Україна  | 21       | 1        |
|              | Шаповалов Валерій Валерійович       | 27 серпня 1976    | Україна  | 1        | 0        |
| Півзахисники |                                     |                   |          |          |          |
|              | Анненков Андрій Михайлович          | 21 січня 1969     | Україна  | 6        | 0        |
|              | Багмут Володимир Миколайович        | 21 лютого 1962    | Україна  | 12       | 3        |
|              | Бєлкін Віктор Володимирович         | 25 лютого 1973    | Україна  | 25       | 3        |
|              | Гащин Володимир Володимирович       | 2 січня 1972      | Україна  | 10       | 0        |
|              | Дацишин Віталій Олександрович       | 7 лютого 1975     | Україна  | 9        | 3        |
|              | Захаров Олександр Вікторович        | 11 серпня 1969    | Україна  | 4        | 0        |
|              | Калініченко Максим Сергійович       | 26 січня 1979     | Україна  | 1        | 0        |
|              | Кіласонія Георгій                   | 9 червня 1968     | Грузія   | 13       | 2        |
|              | Коваленко Олександр Олександрович   | 24 березня 1976   | Україна  | 15       | 1        |
|              | Полунін Андрій Вікторович           | 5 березня 1971    | Україна  | 8        | 0        |
|              | Філімонов Денис Володимирович       | 4 січня 1971      | Україна  | 14       | 4        |
|              | Шаран Володимир Богданович          | 18 вересня 1971   | Україна  | 22       | 4        |
|              | Шумський Віталій Іванович           | 17 травня 1972    | Україна  | 8        | 1        |
| Нападники    |                                     |                   |          |          |          |
|              | Беспалих Сергій Олексійович         | 6 лютого 1973     | Росія    | 1        | 0        |
|              | Головко Андрій Валентинович         | 5 серпня 1977     | Україна  | 16       | 0        |
|              | Кіласонія Варлам                    | 13 серпня 1967    | Грузія   | 14       | 1        |
|              | Корпонай Іван Тиберійович           | 13 лютого 1969    | Україна  | 19       | 5        |
|              | Лютий Володимир Іванович            | 20 квітня 1962    | Україна  | 1        | 0        |
|              | Мороз Геннадій Григорович           | 27 березня 1975   | Україна  | 29       | 10       |
|              | Нагорняк Сергій Миколайович         | 5 вересня 1971    | Україна  | 26       | 5        |
|              | Римшин Євген Леонідович             | 16 червня 1976    | Україна  | 4        | 0        |

## «Зірка-НІБАС» (Кіровоград)
Головні тренери: Олександр Іщенко (22 матчі), Михайло Калита (1 матч), Олександр Довбій (7 матчів)
| №            | Футболіст                          | Дата народження   | Країна   | Ігри     | Голи     |
| Воротарі     | Воротарі                           | Воротарі          | Воротарі | Воротарі | Воротарі |
| ------------ | ---------------------------------- | ----------------- | -------- | -------- | -------- |
|              | Золотницький Сергій Юрійович       | 9 січня 1962      | Україна  | 13       | 15п      |
|              | Марчук Володимир Володимирович     | 21 березня 1967   | Україна  | 13       | 31п      |
|              | Овчаров Юрій Миколайович           | 19 березня 1966   | Україна  | 5        | 9п       |
| Захисники    |                                    |                   |          |          |          |
|              | Волков Олександр Миколайович       | 10 лютого 1961    | Україна  | 21       | 1        |
|              | Лавриненко Сергій Дмитрович        | 17 лютого 1975    | Україна  | 27       | 1        |
|              | Макогон Ігор Васильович            | 24 листопада 1969 | Україна  | 26       | 1        |
|              | Михайленко Олександр Станіславович | 24 вересня 1968   | Україна  | 12       | 1        |
|              | Мошевич Ігор Володимирович         | 14 травня 1971    | Україна  | 24       | 0        |
|              | Руснак Іван Іванович               | 12 жовтня 1966    | Україна  | 25       | 0        |
|              | Соболь Олександр Іванович          | 19 січня 1968     | Україна  | 29       | 2        |
|              | Черкун Ігор Валентинович           | 17 лютого 1965    | Україна  | 4        | 0        |
|              | Шаповалов Валерій Валерійович      | 27 серпня 1976    | Україна  | 7        | 0        |
| Півзахисники |                                    |                   |          |          |          |
|              | Бєліченко Юрій Олександрович       | 13 грудня 1964    | Україна  | 10       | 3        |
|              | Горбань Андрій Павлович            | 21 березня 1978   | Україна  | 2        | 0        |
|              | Козаков Станіслав Володимирович    | 15 серпня 1967    | Україна  | 22       | 0        |
|              | Мартинов Юрій Петрович             | 5 червня 1965     | Україна  | 13       | 6        |
|              | Монарьов Роман Геннадійович        | 17 січня 1980     | Україна  | 2        | 0        |
|              | Павлик Ігор Васильович             | 19 листопада 1971 | Україна  | 4        | 0        |
|              | Собко Сергій Григорович            | 3 січня 1978      | Україна  | 6        | 0        |
|              | Федірчик Богдан Миколайович        | 9 вересня 1975    | Україна  | 4        | 0        |
|              | Федоров Леонід Володимирович       | 28 січня 1963     | Україна  | 26       | 1        |
|              | Хоменко Ігор Юрійович              | 18 квітня 1976    | Україна  | 12       | 0        |
|              | Чалий Володимир Володимирович      | 26 січня 1976     | Україна  | 9        | 0        |
| Нападники    |                                    |                   |          |          |          |
|              | Богданов Юрій Вікторович           | 18 вересня 1972   | Україна  | 26       | 0        |
|              | Борисенко Сергій Миколайович       | 17 квітня 1974    | Україна  | 14       | 4        |
|              | Бурхан Євген Юрійович              | 27 травня 1971    | Україна  | 15       | 2        |
|              | Мизенко Олександр Вікторович       | 18 січня 1972     | Україна  | 24       | 6        |
|              | Порошин Андрій Михайлович          | 30 липня 1978     | Україна  | 8        | 0        |
|              | Римшин Євген Леонідович            | 16 червня 1976    | Україна  | 10       | 2        |

## «Карпати» (Львів)
Головний тренер: Мирон Маркевич
| №            | Футболіст                        | Дата народження   | Країна   | Ігри     | Голи     |
| Воротарі     | Воротарі                         | Воротарі          | Воротарі | Воротарі | Воротарі |
| ------------ | -------------------------------- | ----------------- | -------- | -------- | -------- |
|              | Расулов Ельхан Афсар-огли        | 25 березня 1960   | Україна  | 15       | 15п      |
|              | Стронціцький Богдан Едуардович   | 13 січня 1968     | Україна  | 15       | 8п       |
| Захисники    |                                  |                   |          |          |          |
|              | Беньо Юрій Володимирович         | 25 квітня 1974    | Україна  | 20       | 0        |
|              | Євтушок Олександр Васильович     | 11 жовтня 1970    | Україна  | 9        | 0        |
|              | Купцов Андрій Сергійович         | 23 січня 1971     | Україна  | 9        | 0        |
|              | Мокрицький Юрій Ярославович      | 16 жовтня 1970    | Україна  | 15       | 0        |
|              | Панчишин Іван Миколайович        | 15 червня 1961    | Україна  | 3        | 0        |
|              | Танасюк Сергій Анатолійович      | 12 листопада 1968 | Україна  | 21       | 0        |
|              | Тимчишин Олег Миронович          | 8 липня 1977      | Україна  | 6        | 0        |
|              | Чижевський Олександр Арсенійович | 27 травня 1971    | Україна  | 29       | 0        |
| Півзахисники |                                  |                   |          |          |          |
|              | Вовчук Любомир Євгенович         | 26 серпня 1969    | Україна  | 28       | 2        |
|              | Гнатів Роман Михайлович          | 1 листопада 1973  | Україна  | 11       | 1        |
|              | Дуднік Юрій Володимирович        | 26 вересня 1968   | Україна  | 28       | 6        |
|              | Зуб Роман Іванович               | 16 лютого 1967    | Україна  | 19       | 2        |
|              | Микитін Володимир Богданович     | 28 квітня 1970    | Україна  | 10       | 1        |
|              | Назаров Євгеній Миколайович      | 23 січня 1972     | Україна  | 28       | 4        |
|              | Петрик Анатолій Степанович       | 7 грудня 1963     | Україна  | 21       | 0        |
|              | Сапуга Андрій Михайлович         | 4 жовтня 1976     | Україна  | 21       | 2        |
|              | Толочко Роман Любомирович        | 11 грудня 1968    | Україна  | 5        | 0        |
|              | Топчієв Дмитро Миколайович       | 25 вересня 1966   | Україна  | 3        | 0        |
|              | Шулятицький Андрій Тарасович     | 8 червня 1969     | Україна  | 1        | 0        |
| Нападники    |                                  |                   |          |          |          |
|              | Єфіменко Вячеслав Миколайович    | 3 серпня 1974     | Україна  | 14       | 1        |
|              | Колесник Вадим Леонідович        | 12 березня 1967   | Україна  | 29       | 8        |
|              | Маковей Ігор Юрійович            | 4 вересня 1976    | Україна  | 24       | 2        |
|              | Паляниця Олександр Віталійович   | 29 лютого 1972    | Україна  | 2        | 0        |
|              | Покладок Андрій Ярославович      | 21 червня 1971    | Україна  | 25       | 7        |

## «Кремінь» (Кременчук)
Головний тренер: Михайло Бєлих
| №            | Футболіст                       | Дата народження   | Країна   | Ігри     | Голи     |
| Воротарі     | Воротарі                        | Воротарі          | Воротарі | Воротарі | Воротарі |
| ------------ | ------------------------------- | ----------------- | -------- | -------- | -------- |
|              | Дудка Валерій Олександрович     | 1 жовтня 1964     | Україна  | 14       | 26п      |
|              | Чумак Юрій Олександрович        | 8 квітня 1962     | Україна  | 18       | 31п      |
| Захисники    |                                 |                   |          |          |          |
|              | Білозерський Олександр Павлович | 4 травня 1964     | Україна  | 18       | 0        |
|              | Задорожний Сергій Михайлович    | 20 лютого 1976    | Україна  | 21       | 0        |
|              | Казьмін Олег Анатолійович       | 22 травня 1969    | Україна  | 15       | 1        |
|              | Коваленко Валерій Іванович      | 1 жовтня 1968     | Україна  | 17       | 0        |
|              | Левчук Юрій Миколайович         | 23 листопада 1971 | Україна  | 2        | 0        |
|              | Лукаш Сергій Митрофанович       | 28 вересня 1963   | Україна  | 30       | 0        |
|              | Маткевич Анатолій Анатолійович  | 17 червня 1977    | Україна  | 19       | 0        |
|              | Ратій Олег Борисович            | 5 липня 1970      | Україна  | 26       | 2        |
|              | Шахов Альберт Георгійович       | 5 жовтня 1975     | Україна  | 6        | 0        |
| Півзахисники |                                 |                   |          |          |          |
|              | Безуглий Юрій Леонідович        | 6 серпня 1973     | Україна  | 18       | 0        |
|              | Бурименко Сергій Леонідович     | 2 серпня 1970     | Україна  | 7        | 0        |
|              | Кірлік Андрій Яношевич          | 21 листопада 1974 | Україна  | 29       | 1        |
|              | Коновальчук Володимир Дмитрович | 23 листопада 1965 | Україна  | 19       | 2        |
|              | Корпонай Адальберт Тиберійович  | 18 квітня 1966    | Україна  | 13       | 2        |
|              | Новіков Владислав Михайлович    | 6 вересня 1971    | Україна  | 11       | 1        |
|              | Портнов Ігор Вячеславович       | 13 травня 1971    | Україна  | 19       | 1        |
|              | Самара Олександр Юрійович       | 7 грудня 1963     | Україна  | 11       | 0        |
|              | Чернов Андрій Володимирович     | 21 жовтня 1976    | Україна  | 14       | 1        |
|              | Янковський Олександр Леонідович | 10 листопада 1969 | Україна  | 28       | 4        |
| Нападники    |                                 |                   |          |          |          |
|              | Жарков Ярослав Іванович         | 8 серпня 1975     | Україна  | 1        | 0        |
|              | Мурадян Сергій Вардкесович      | 20 липня 1960     | Україна  | 2        | 0        |
|              | Педченко Олег Володимирович     | 25 червня 1978    | Україна  | 1        | 0        |
|              | Соболь Юрій Олексійович         | 19 березня 1966   | Україна  | 11       | 0        |
|              | Федьков Андрій Юрійович         | 4 липня 1971      | Україна  | 28       | 13       |
|              | Шейхаметов Толят Абдулганієвич  | 24 квітня 1966    | Україна  | 9        | 0        |

## «Кривбас» (Кривий Ріг)
Головні тренери: Олексій Чередник (12 матчів), Олександр Лисенко (18 матчів)
| №            | Футболіст                          | Дата народження   | Країна      | Ігри     | Голи     |
| Воротарі     | Воротарі                           | Воротарі          | Воротарі    | Воротарі | Воротарі |
| ------------ | ---------------------------------- | ----------------- | ----------- | -------- | -------- |
|              | Воробйов Валерій Олександрович     | 14 січня 1970     | Україна     | 15       | 28п      |
|              | Деренов Сергій Ісидорович          | 8 жовтня 1976     | Україна     | 4        | 3п       |
|              | Збарах Микола Миколайович          | 25 лютого 1975    | Україна     | 13       | 17п      |
| Захисники    |                                    |                   |             |          |          |
|              | Білоусов Андрій Володимирович      | 14 січня 1972     | Україна     | 13       | 0        |
|              | Греділь Степан Осипович            | 1 квітня 1964     | Україна     | 2        | 0        |
|              | Дірявка Сергій Георгійович         | 18 квітня 1971    | Україна     | 13       | 0        |
|              | Дорошенко Ігор Миколайович         | 16 січня 1973     | Україна     | 2        | 0        |
|              | Зуєв Андрій Євгенович              | 10 жовтня 1973    | Україна     | 2        | 0        |
|              | Колоколов Руслан Миколайович       | 11 березня 1966   | Україна     | 16       | 0        |
|              | Котюк Андрій Валерійович           | 3 вересня 1976    | Україна     | 18       | 1        |
|              | Купцов Андрій Сергійович           | 23 січня 1971     | Україна     | 11       | 0        |
|              | Михайленко Олександр Станіславович | 24 вересня 1968   | Україна     | 11       | 0        |
|              | Носенко Владислав Валерійович      | 6 грудня 1970     | Азербайджан | 17       | 0        |
|              | Павлюченко Костянтин Володимирович | 11 січня 1971     | Україна     | 15       | 0        |
|              | Штихар Павло Вікторович            | 29 лютого 1968    | Україна     | 2        | 0        |
|              | Яковенко Дмитро Олександрович      | 6 травня 1971     | Україна     | 13       | 0        |
|              | Яловський Віктор Михайлович        | 1 серпня 1965     | Україна     | 8        | 0        |
| Півзахисники |                                    |                   |             |          |          |
|              | Головань Олег Дмитрович            | 1 жовтня 1974     | Україна     | 4        | 0        |
|              | Гринь Володимир Дмитрович          | 25 грудня 1971    | Україна     | 24       | 0        |
|              | Громов Віктор Олексійович          | 3 лютого 1965     | Україна     | 16       | 2        |
|              | Деревінський Олег Михайлович       | 17 липня 1966     | Україна     | 17       | 0        |
|              | Захаров Олександр Вікторович       | 11 серпня 1969    | Україна     | 2        | 0        |
|              | Купцов Олексій Сергійович          | 2 вересня 1977    | Україна     | 2        | 0        |
|              | Лісовий Валерій Миколайович        | 1 квітня 1978     | Україна     | 11       | 2        |
|              | Плотко Ігор Володимирович          | 9 червня 1966     | Україна     | 13       | 2        |
|              | Приходько Геннадій Миколайович     | 14 серпня 1973    | Україна     | 17       | 0        |
|              | Філімонов Денис Володимирович      | 4 січня 1971      | Україна     | 14       | 1        |
|              | Чернов Андрій Володимирович        | 21 жовтня 1976    | Україна     | 12       | 1        |
|              | Шевчук Юрій Васильович             | 11 листопада 1978 | Україна     | 11       | 0        |
| Нападники    |                                    |                   |             |          |          |
|              | Мальцев Владислав Анатолійович     | 3 квітня 1975     | Україна     | 7        | 1        |
|              | Москвін Валентин Артурович         | 8 січня 1968      | Україна     | 22       | 3        |
|              | Платонов Валентин Вікторович       | 15 січня 1977     | Україна     | 15       | 4        |
|              | Попович Геннадій Іванович          | 9 лютого 1973     | Україна     | 28       | 5        |
|              | Яковенко Юрій Вікторович           | 19 грудня 1971    | Україна     | 11       | 2        |

## «Металург» (Запоріжжя)
Головний тренер: Олександр Томах
| №            | Футболіст                          | Дата народження   | Країна   | Ігри     | Голи     |
| Воротарі     | Воротарі                           | Воротарі          | Воротарі | Воротарі | Воротарі |
| ------------ | ---------------------------------- | ----------------- | -------- | -------- | -------- |
|              | Гребенюк Тарас Олександрович       | 23 серпня 1971    | Україна  | 29       | 42п      |
|              | Лутков Олег Анатолійович           | 15 травня 1966    | Україна  | 2        | 2п       |
| Захисники    |                                    |                   |          |          |          |
|              | Бабій Олександр Миколайович        | 9 липня 1968      | Україна  | 13       | 3        |
|              | Бенько Олег Іванович               | 21 жовтня 1969    | Україна  | 2        | 0        |
|              | Вєтров Олег Миколайович            | 7 березня 1970    | Україна  | 5        | 1        |
|              | Гайдаржи Леонід Васильович         | 20 травня 1959    | Україна  | 7        | 0        |
|              | Ільченко Сергій Олександрович      | 1 листопада 1977  | Україна  | 25       | 0        |
|              | Куриленко Олексій Вікторович       | 29 серпня 1972    | Україна  | 21       | 1        |
|              | Леонідов Юрій Анатолійович         | 7 березня 1978    | Україна  | 1        | 0        |
|              | Маркін Юрій Володимирович          | 19 січня 1971     | Україна  | 25       | 1        |
|              | Фокін Ігор Петрович                | 6 грудня 1965     | Україна  | 29       | 0        |
|              | Чорнявський Олександр Анатолійович | 10 березня 1972   | Україна  | 3        | 0        |
|              | Яровенко Євген Вікторович          | 17 серпня 1962    | Україна  | 8        | 0        |
| Півзахисники |                                    |                   |          |          |          |
|              | Богатир Іван Олександрович         | 24 квітня 1975    | Україна  | 25       | 2        |
|              | Каряка Андрій Костянтинович        | 1 квітня 1978     | Україна  | 21       | 4        |
|              | Ключик Сергій Леонідович           | 27 серпня 1973    | Україна  | 19       | 0        |
|              | Колодін Дмитро Вікторович          | 12 квітня 1978    | Україна  | 14       | 2        |
|              | Лучкевич Ігор Валерійович          | 19 листопада 1973 | Україна  | 18       | 3        |
|              | Олійник Олексій Степанович         | 14 листопада 1977 | Україна  | 30       | 2        |
|              | Плотко Ігор Володимирович          | 9 червня 1966     | Україна  | 13       | 1        |
|              | Полтавець Валентин Миколайович     | 18 квітня 1975    | Україна  | 28       | 11       |
| Нападники    |                                    |                   |          |          |          |
|              | Акопян Армен Антонович             | 15 січня 1980     | Україна  | 6        | 0        |
|              | Іванов Олександр Анатолійович      | 17 серпня 1973    | Україна  | 16       | 3        |
|              | Кріпак Яків Вікторович             | 13 червня 1978    | Україна  | 25       | 11       |
|              | Липський Олег Леонідович           | 1 січня 1975      | Україна  | 6        | 3        |

## «Нива» (Вінниця)
Головні тренери: Паша Касанов (23 матчі), Володимир Рева (2 матчі), Олександр Іщенко (5 матчів)
| №            | Футболіст                          | Дата народження | Країна   | Ігри     | Голи     |
| Воротарі     | Воротарі                           | Воротарі        | Воротарі | Воротарі | Воротарі |
| ------------ | ---------------------------------- | --------------- | -------- | -------- | -------- |
|              | Остапенко Олег Володимирович       | 27 жовтня 1977  | Україна  | 12       | 18п      |
|              | Ріхард Данило Робертович           | 27 лютого 1974  | Україна  | 2        | 4п       |
|              | Циткін Володимир Борисович         | 1 серпня 1966   | Україна  | 20       | 26п      |
| Захисники    |                                    |                 |          |          |          |
|              | Балацький Анатолій Васильович      | 15 червня 1972  | Україна  | 18       | 0        |
|              | Василитчук Андрій Миколайович      | 13 липня 1965   | Україна  | 3        | 0        |
|              | Гайдаржи Леонід Васильович         | 20 травня 1959  | Україна  | 13       | 0        |
|              | Гаєвик Олег Іванович               | 1 вересня 1969  | Україна  | 3        | 0        |
|              | Гузун Олександр Дмитрович          | 29 жовтня 1966  | Україна  | 3        | 0        |
|              | Запорожченко Вячеслав Юрійович     | 24 вересня 1969 | Україна  | 19       | 0        |
|              | Зеленюк Ігор Михайлович            | 15 жовтня 1972  | Україна  | 14       | 0        |
|              | Кондратюк Віталій Дмитрович        | 16 квітня 1975  | Україна  | 15       | 0        |
|              | Левченко Олексій Валерійович       | 16 травня 1976  | Україна  | 2        | 0        |
|              | Лелюк Дмитро Валерійович           | 8 січня 1974    | Україна  | 15       | 0        |
|              | Підвальний Сергій Васильович       | 30 березня 1978 | Україна  | 1        | 0        |
|              | Солов'єнко Юрій Леонідович         | 20 січня 1971   | Україна  | 28       | 0        |
|              | Шахов Альберт Георгійович          | 5 жовтня 1975   | Україна  | 10       | 0        |
| Півзахисники |                                    |                 |          |          |          |
|              | Браіла Володимир Леонідович        | 21 серпня 1978  | Україна  | 11       | 0        |
|              | Бровченко Віктор Валерійович       | 11 жовтня 1979  | Україна  | 28       | 2        |
|              | Веретинський Олег Анатолійович     | 6 серпня 1978   | Україна  | 1        | 0        |
|              | Грановський Олександр Анатолійович | 11 березня 1976 | Україна  | 9        | 0        |
|              | Караянов Віталій Анатолійович      | 10 жовтня 1977  | Україна  | 2        | 0        |
|              | Кіцак Віталій Михайлович           | 16 жовтня 1975  | Україна  | 13       | 1        |
|              | Лактіонов Олександр Юрійович       | 2 квітня 1971   | Україна  | 24       | 3        |
|              | Любинський Олександр Валентинович  | 28 жовтня 1970  | Україна  | 13       | 1        |
|              | Райко Сергій Іванович              | 2 лютого 1964   | Україна  | 2        | 0        |
|              | Романчук Руслан Володимирович      | 12 жовтня 1974  | Україна  | 13       | 2        |
|              | Рябцев Олексій Васильович          | 30 вересня 1974 | Україна  | 22       | 1        |
|              | Червоний Олександр Володимирович   | 1 вересня 1961  | Україна  | 6        | 0        |
|              | Швець Сергій Володимирович         | 21 вересня 1974 | Україна  | 1        | 0        |
|              | Шевченко Олександр Миколайович     | 21 вересня 1972 | Україна  | 12       | 3        |
| Нападники    |                                    |                 |          |          |          |
|              | Бабійчук Олександр Олександрович   | 2 лютого 1973   | Україна  | 11       | 2        |
|              | Бессараб Олександр Миколайович     | 13 вересня 1978 | Україна  | 8        | 0        |
|              | Демидяк Василь Ярославович         | 22 січня 1978   | Україна  | 7        | 1        |
|              | Криворучко Олександр Юрійович      | 7 травня 1971   | Україна  | 8        | 2        |
|              | Малюта Василь Миколайович          | 28 лютого 1975  | Україна  | 17       | 0        |
|              | Матвійченко Павло Васильович       | 12 липня 1969   | Україна  | 1        | 0        |
|              | Паршин Павло Анатолійович          | 5 серпня 1975   | Україна  | 23       | 1        |

## «Нива» (Тернопіль)
Головний тренер: Ігор Яворський
| №            | Футболіст                         | Дата народження   | Країна     | Ігри     | Голи     |
| Воротарі     | Воротарі                          | Воротарі          | Воротарі   | Воротарі | Воротарі |
| ------------ | --------------------------------- | ----------------- | ---------- | -------- | -------- |
|              | Кураєв Андрій Вадимович           | 19 грудня 1972    | Україна    | 24       | 25п      |
|              | Нікітенко Юрій Миколайович        | 28 березня 1974   | Україна    | 8        | 12п      |
| Захисники    |                                   |                   |            |          |          |
|              | Біскуп Ігор Іванович              | 11 серпня 1960    | Україна    | 29       | 0        |
|              | Грегуль Валентин Миколайович      | 9 грудня 1973     | Україна    | 25       | 2        |
|              | Закотюк Микола Степанович         | 3 лютого 1975     | Україна    | 12       | 2        |
|              | Куть Віталій Дмитрович            | 7 червня 1970     | Україна    | 14       | 1        |
|              | Мішенін Олег Володимирович        | 18 червня 1974    | Україна    | 28       | 0        |
|              | Павлович Віктор Теодозійович      | 11 листопада 1974 | Україна    | 2        | 0        |
|              | Панкратьев Ігор Панкратійович     | 9 серпня 1964     | Литва      | 17       | 2        |
|              | Федорків Михайло Михайлович       | 13 листопада 1974 | Україна    | 3        | 0        |
| Півзахисники |                                   |                   |            |          |          |
|              | Богородіченко Сергій Анатолійович | 31 серпня 1978    | Україна    | 6        | 0        |
|              | Дем'янчук Михайло Михайлович      | 15 листопада 1971 | Україна    | 24       | 2        |
|              | Казьмирчук Олег Васильович        | 10 грудня 1968    | Киргизстан | 14       | 0        |
|              | Капанадзе Таріел Давидович        | 1 грудня 1962     | Грузія}    | 29       | 5        |
|              | Каретник Володимир Володимирович  | 24 квітня 1972    | Україна    | 1        | 0        |
|              | Литовчак Роман Миколайович        | 22 лютого 1979    | Україна    | 4        | 0        |
|              | Музика Олег Михайлович            | 5 жовтня 1971     | Україна    | 1        | 0        |
|              | Рудницький Віталій Павлович       | 4 грудня 1964     | Україна    | 14       | 1        |
|              | Самардак Богдан Миколайович       | 25 березня 1963   | Україна    | 23       | 1        |
|              | Фокін Юрій Тенгісович             | 3 січня 1966      | Україна    | 20       | 1        |
|              | Червоний Віктор Володимирович     | 5 березня 1966    | Україна    | 20       | 0        |
|              | Шиманський Сергій Михайлович      | 29 листопада 1976 | Україна    | 5        | 0        |
|              | Шумський Віталій Іванович         | 17 травня 1972    | Україна    | 4        | 0        |
| Нападники    |                                   |                   |            |          |          |
|              | Големба Роман Дмитрович           | 29 грудня 1973    | Україна    | 5        | 0        |
|              | Капанадзе Автанділ Давидович      | 1 грудня 1962     | Грузія     | 28       | 8        |
|              | Турянський Сергій Миронович       | 25 травня 1962    | Україна    | 14       | 4        |
|              | Шпак Андрій Володимирович         | 25 жовтня 1978    | Україна    | 10       | 1        |
|              | Яворський Ігор Петрович           | 9 червня 1959     | Україна    | 12       | 3        |

## «Прикарпаття» (Івано-Франківськ)
Головні тренери: Борис Стрєльцов (5 матчів), Віктор Колотов (25 матчів)
| №            | Футболіст                       | Дата народження   | Країна     | Ігри     | Голи     |
| Воротарі     | Воротарі                        | Воротарі          | Воротарі   | Воротарі | Воротарі |
| ------------ | ------------------------------- | ----------------- | ---------- | -------- | -------- |
|              | Крапивкін Ігор Євгенійович      | 14 травня 1966    | Україна    | 1        | 1п       |
|              | Марчук Володимир Володимирович  | 21 березня 1967   | Україна    | 11       | 19п      |
|              | Сіротін Павло Анатолійович      | 29 вересня 1967   | Киргизстан | 13       | 20п      |
|              | Сташко Сергій Романович         | 21 березня 1971   | Україна    | 5        | 9п       |
| Захисники    |                                 |                   |            |          |          |
|              | Ватаманюк Ярослав Петрович      | 25 травня 1963    | Україна    | 22       | 0        |
|              | Гошовський Роман Володимирович  | 29 липня 1971     | Україна    | 1        | 0        |
|              | Зуєнко Микола Миколайович       | 11 жовтня 1972    | Україна    | 29       | 3        |
|              | Карась Ігор Миколайович         | 9 жовтня 1971     | Україна    | 25       | 0        |
|              | Ліхотворік Сергій Олександрович | 12 березня 1977   | Україна    | 3        | 0        |
|              | Мазур Дмитро Анатолійович       | 17 березня 1967   | Україна    | 27       | 4        |
|              | Мостовий Руслан Іванович        | 2 червня 1974     | Україна    | 19       | 0        |
|              | Романишин Сергій Володимирович  | 3 вересня 1975    | Україна    | 5        | 0        |
|              | Савка Михайло Степанович        | 12 листопада 1962 | Україна    | 14       | 0        |
| Півзахисники |                                 |                   |            |          |          |
|              | Василів Зіновій Васильович      | 3 червня 1973     | Україна    | 2        | 0        |
|              | Грицай Олег Анатолійович        | 26 вересня 1974   | Україна    | 12       | 0        |
|              | Гусейнов Ельшад Ельяр огли      | 23 вересня 1979   | Україна    | 5        | 0        |
|              | Євглевський Сергій Юрійович     | 3 червня 1969     | Україна    | 29       | 0        |
|              | Зав'ялов Андрій Олександрович   | 2 січня 1971      | Україна    | 26       | 9        |
|              | Ковальчук Тарас Степанович      | 21 лютого 1973    | Україна    | 10       | 0        |
|              | Максимюк Роман Васильович       | 14 червня 1974    | Україна    | 26       | 2        |
|              | Матвіїв Степан Олексійович      | 10 березня 1968   | Україна    | 21       | 2        |
|              | Постовой Вадим Володимирович    | 30 серпня 1967    | Україна    | 1        | 0        |
|              | Тофан Василь Васильович         | 13 лютого 1974    | Україна    | 1        | 0        |
|              | Федорів Василь Васильович       | 5 березня 1973    | Україна    | 2        | 0        |
|              | Юрченко Ігор Миколайович        | 5 вересня 1960    | Україна    | 12       | 1        |
| Нападники    |                                 |                   |            |          |          |
|              | Апіян Артур Нептунович          | 20 червня 1978    | Україна    | 1        | 0        |
|              | Барановський Сергій Вікторович  | 10 серпня 1974    | Україна    | 7        | 1        |
|              | Ірічук Павло Васильович         | 1 лютого 1970     | Україна    | 27       | 4        |
|              | Мінтенко Віталій Георгійович    | 29 жовтня 1972    | Україна    | 14       | 4        |
|              | Микуляк Олександр Васильович    | 29 грудня 1976    | Україна    | 9        | 1        |
|              | Нестерчук Павло Петрович        | 21 березня 1975   | Україна    | 22       | 2        |
|              | Турянський Сергій Миронович     | 25 травня 1962    | Україна    | 5        | 0        |

## «Таврія» (Сімферополь)
Головні тренери: Іван Балан (12 матчів), Сергій Шевченко (10 матчів), Микола Павлов (8 матчів), Валерій Шведюк (7 матчів)
| №            | Футболіст                          | Дата народження   | Країна   | Ігри     | Голи     |
| Воротарі     | Воротарі                           | Воротарі          | Воротарі | Воротарі | Воротарі |
| ------------ | ---------------------------------- | ----------------- | -------- | -------- | -------- |
|              | Величко Сергій Миколайович         | 9 серпня 1976     | Україна  | 5        | 9п       |
|              | Левицький Максим Анатолійович      | 26 листопада 1972 | Україна  | 26       | 27п      |
| Захисники    |                                    |                   |          |          |          |
|              | Волков Ігор Миколайович            | 13 березня 1965   | Україна  | 15       | 0        |
|              | Дем'яненко Дмитро Володимирович    | 11 червня 1969    | Україна  | 3        | 0        |
|              | Донюшкін Юрій Олексійович          | 27 січня 1976     | Україна  | 21       | 0        |
|              | Єсін Сергій Олександрович          | 2 квітня 1975     | Україна  | 24       | 2        |
|              | Кузнецов Олексій Миколайович       | 23 лютого 1976    | Україна  | 6        | 0        |
|              | Муравйов Олег Вікторович           | 27 червня 1971    | Україна  | 27       | 0        |
|              | Назаров Дмитро Аркадійович         | 3 серпня 1977     | Україна  | 7        | 0        |
|              | Смігунов Віктор Іванович           | 28 січня 1962     | Україна  | 29       | 0        |
| Півзахисники |                                    |                   |          |          |          |
|              | Буд-Гусаім Сергій Олександрович    | 8 серпня 1977     | Україна  | 6        | 0        |
|              | Бурдін Олександр Васильович        | 26 серпня 1975    | Україна  | 22       | 0        |
|              | Ветренніков Сергій Юрійович        | 24 березня 1976   | Україна  | 18       | 0        |
|              | Воловик Руслан Володимирович       | 4 лютого 1979     | Україна  | 1        | 0        |
|              | Духновський Ігор Олександрович     | 17 травня 1972    | Україна  | 13       | 2        |
|              | Заруцький Олег Валентинович        | 16 січня 1973     | Україна  | 1        | 0        |
|              | Кундєнок Геннадій Миколайович      | 6 жовтня 1976     | Україна  | 11       | 2        |
|              | Кундєнок Олександр Миколайович     | 11 листопада 1973 | Україна  | 29       | 7        |
|              | Митрофанов Олександр Володимирович | 1 листопада 1977  | Україна  | 20       | 1        |
|              | Опарін Андрій Станіславович        | 27 травня 1968    | Україна  | 18       | 1        |
|              | Осіпов Олексій Рудольфович         | 2 листопада 1975  | Україна  | 14       | 2        |
|              | Решетняк Сергій Володимирович      | 13 березня 1976   | Україна  | 1        | 0        |
| Нападники    |                                    |                   |          |          |          |
|              | Гайдаш Олександр Миколайович       | 7 серпня 1967     | Україна  | 26       | 13       |
|              | Джугелі Іван Рамазович             | 14 квітня 1969    | Грузія   | 13       | 4        |
|              | Мартинов Володимир Володимирович   | 6 квітня 1976     | Україна  | 5        | 1        |
|              | Оберемченко Ігор Вікторович        | 9 березня 1970    | Україна  | 24       | 0        |
|              | Фурсов Володимир Володимирович     | 3 січня 1970      | Україна  | 16       | 1        |

## «Торпедо» (Запоріжжя)
Головні тренери: Ігор Надєїн (27 матчів), Олексій Чередник (1 матч), Віктор Матвієнко (2 матчі)
| №            | Футболіст                     | Дата народження   | Країна   | Ігри     | Голи     |
| Воротарі     | Воротарі                      | Воротарі          | Воротарі | Воротарі | Воротарі |
| ------------ | ----------------------------- | ----------------- | -------- | -------- | -------- |
|              | Глущенко Андрій Олександрович | 18 березня 1974   | Україна  | 21       | 44п      |
|              | Колесов Олег Анатолійович     | 15 лютого 1969    | Україна  | 8        | 12п      |
| Захисники    |                               |                   |          |          |          |
|              | Бурхан Кирило Юрійович        | 26 грудня 1976    | Україна  | 28       | 1        |
|              | Вернидуб Юрій Миколайович     | 22 січня 1966     | Україна  | 13       | 1        |
|              | Демченко Андрій Анатолійович  | 20 серпня 1976    | Україна  | 5        | 0        |
|              | Максименко Андрій Юрійович    | 5 червня 1972     | Україна  | 28       | 1        |
|              | Матяш Валерій Анатолійович    | 3 жовтня 1976     | Україна  | 4        | 0        |
|              | Нефедов Олександр Миколайович | 28 грудня 1966    | Україна  | 21       | 1        |
|              | Рюмін Дмитро Сергійович       | 14 січня 1981     | Україна  | 1        | 0        |
|              | Шубін Олексій Вікторович      | 5 квітня 1975     | Україна  | 24       | 1        |
| Півзахисники |                               |                   |          |          |          |
|              | Бєліков Віталій Петрович      | 9 березня 1979    | Україна  | 10       | 0        |
|              | Бондаренко Юрій Володимирович | 14 січня 1972     | Україна  | 14       | 1        |
|              | Боровський Сергій Миколайович | 26 листопада 1968 | Україна  | 14       | 1        |
|              | Зубченко Андрій Володимирович | 15 березня 1977   | Україна  | 29       | 3        |
|              | Панін Вадим Миколайович       | 3 серпня 1971     | Україна  | 5        | 0        |
|              | Симонов Олександр Вікторович  | 8 листопада 1978  | Україна  | 14       | 0        |
|              | Смірнов Денис Анатолійович    | 18 червня 1975    | Україна  | 28       | 3        |
|              | Сторчак Василь Валерійович    | 21 червня 1965    | Україна  | 14       | 2        |
|              | Уштан Володимир Романович     | 15 грудня 1974    | Україна  | 4        | 0        |
|              | Шушура Юрій Станіславович     | 5 березня 1970    | Україна  | 26       | 0        |
| Нападники    |                               |                   |          |          |          |
|              | Бондаренко Роман Дмитрійович  | 14 серпня 1966    | Україна  | 29       | 6        |
|              | Косенко Олексій Юрійович      | 9 березня 1975    | Україна  | 15       | 3        |
|              | Косирін Олександр Михайлович  | 18 червня 1977    | Україна  | 12       | 0        |
|              | Слабишев Юрій Олександрович   | 6 жовтня 1979     | Україна  | 6        | 1        |
|              | Телятников Олексій Леонідович | 21 жовтня 1980    | Україна  | 5        | 0        |

## ЦСКА (Київ)
Головний тренер: Володимир Лозинський
| №            | Футболіст                       | Дата народження   | Країна      | Ігри     | Голи     |
| Воротарі     | Воротарі                        | Воротарі          | Воротарі    | Воротарі | Воротарі |
| ------------ | ------------------------------- | ----------------- | ----------- | -------- | -------- |
|              | Горяінов Олександр Сергійович   | 29 червня 1975    | Україна     | 8        | 9п       |
|              | Рева Віталій Григорович         | 19 листопада 1974 | Україна     | 21       | 26п      |
| Захисники    |                                 |                   |             |          |          |
|              | Гончаренко Сергій Григорович    | 24 квітня 1974    | Україна     | 20       | 4        |
|              | Дмитрієв Євген Миколайович      | 8 січня 1971      | Україна     | 13       | 0        |
|              | Левченко Віталій Григорович     | 28 березня 1972   | Таджикистан | 19       | 1        |
|              | Мальцев Олександр Володимирович | 30 жовтня 1975    | Україна     | 6        | 0        |
|              | Остроушко Вячеслав Валерійович  | 1 квітня 1972     | Україна     | 1        | 0        |
|              | Панасюк Костянтин Юрійович      | 11 вересня 1971   | Україна     | 5        | 0        |
|              | Поліщук Володимир Васильович    | 29 жовтня 1974    | Україна     | 14       | 1        |
|              | Поляков Борис Маркович          | 8 грудня 1976     | Україна     | 7        | 0        |
|              | Ревут Сергій Анатолійович       | 25 лютого 1971    | Україна     | 16       | 0        |
|              | Селезньов Сергій Анатолійович   | 17 лютого 1975    | Україна     | 27       | 3        |
|              | Семчук Дмитро Анатолійович      | 23 січня 1974     | Україна     | 14       | 1        |
|              | Ульяницький Віктор Васильович   | 7 серпня 1972     | Україна     | 19       | 0        |
|              | Федоров Сергій Владиславович    | 18 лютого 1975    | Україна     | 13       | 0        |
| Півзахисники |                                 |                   |             |          |          |
|              | Амілехін Сергій Володимирович   | 12 червня 1974    | Україна     | 2        | 0        |
|              | Закарлюка Сергій Володимирович  | 17 серпня 1976    | Україна     | 22       | 1        |
|              | Кучирка Роман Михайлович        | 18 січня 1973     | Україна     | 11       | 1        |
|              | Мізін Сергій Григорович         | 25 вересня 1972   | Україна     | 15       | 10       |
|              | Пестряков Олег Ігорович         | 5 серпня 1974     | Україна     | 1        | 0        |
|              | Полунін Андрій Вікторович       | 5 березня 1971    | Україна     | 14       | 0        |
|              | Свистунов Олександр Вікторович  | 30 серпня 1973    | Україна     | 4        | 1        |
|              | Стельмах Михайло Андрійович     | 29 квітня 1966    | Україна     | 21       | 0        |
|              | Цихмейструк Едуард Миколайович  | 24 червня 1973    | Україна     | 25       | 0        |
|              | Яремко Володимир Миколайович    | 27 жовтня 1972    | Україна     | 12       | 1        |
| Нападники    |                                 |                   |             |          |          |
|              | Бабич Костянтин Миколайович     | 6 травня 1975     | Україна     | 14       | 2        |
|              | Борисенко Сергій Миколайович    | 17 квітня 1974    | Україна     | 13       | 3        |
|              | Вус Вадим Михайлович            | 22 березня 1973   | Україна     | 10       | 1        |
|              | Гогіль Ігор Михайлович          | 14 лютого 1976    | Україна     | 2        | 0        |
|              | Демидяк Василь Ярославович      | 22 січня 1978     | Україна     | 1        | 0        |
|              | Костишин Руслан Володимирович   | 8 січня 1977      | Україна     | 23       | 3        |

## «Чорноморець» (Одеса)
Головний тренер: Леонід Буряк
| №            | Футболіст                         | Дата народження | Країна   | Ігри     | Голи     |
| Воротарі     | Воротарі                          | Воротарі        | Воротарі | Воротарі | Воротарі |
| ------------ | --------------------------------- | --------------- | -------- | -------- | -------- |
|              | Винокуров Вадим Володимирович     | 25 липня 1975   | Україна  | 5        | 6п       |
|              | Долганський Сергій Миколайович    | 15 вересня 1974 | Україна  | 21       | 17п      |
|              | Суслов Олег Анатолійович          | 2 січня 1969    | Україна  | 7        | 8п       |
| Захисники    |                                   |                 |          |          |          |
|              | Букель Юрій Олександрович         | 22 червня 1971  | Україна  | 16       | 0        |
|              | Колчін Денис Борисович            | 13 жовтня 1977  | Україна  | 18       | 0        |
|              | Леженцев Сергій Борисович         | 4 серпня 1971   | Україна  | 24       | 0        |
|              | Парфьонов Дмитро Володимирович    | 11 вересня 1974 | Україна  | 25       | 1        |
|              | Погорєлов Валерій Іванович        | 25 червня 1967  | Молдова  | 14       | 0        |
|              | Сак Юрій Миколайович              | 3 січня 1967    | Україна  | 14       | 0        |
|              | Скоропад Павло Васильович         | 21 липня 1979   | Україна  | 2        | 1        |
|              | Сушка Ігор Володимирович          | 4 вересня 1969  | Україна  | 23       | 0        |
| Півзахисники |                                   |                 |          |          |          |
|              | Зотов Олександр Сергійович        | 23 лютого 1975  | Україна  | 25       | 6        |
|              | Ковалець Сергій Іванович          | 5 вересня 1968  | Україна  | 11       | 4        |
|              | Колесніченко Віталій Віталійович  | 10 червня 1973  | Україна  | 21       | 0        |
|              | Мглинець Віктор Іванович          | 3 січня 1963    | Україна  | 24       | 5        |
|              | Мізін Сергій Григорович           | 25 вересня 1972 | Україна  | 7        | 2        |
|              | Мусолітін Володимир Миколайович   | 11 березня 1973 | Україна  | 28       | 1        |
|              | Николайчук Матвій Михайлович      | 9 серпня 1974   | Україна  | 24       | 0        |
|              | Селезньов Юрій Олександрович      | 18 грудня 1975  | Україна  | 29       | 3        |
|              | Чумаченко Ігор Гаврилович         | 26 жовтня 1976  | Україна  | 16       | 1        |
|              | Щекотилін Геннадій Анатолійович   | 28 липня 1974   | Україна  | 14       | 2        |
| Нападники    |                                   |                 |          |          |          |
|              | Бабич Костянтин Миколайович       | 6 травня 1975   | Україна  | 5        | 1        |
|              | Гусейнов Тімєрлан Рустамович      | 24 січня 1968   | Україна  | 28       | 9        |
|              | Демидяк Василь Ярославович        | 22 січня 1978   | Україна  | 1        | 0        |
|              | Козакевич Олександр Володимирович | 9 серпня 1975   | Україна  | 12       | 0        |
|              | Мочуляк Олег Леонідович           | 27 вересня 1974 | Україна  | 1        | 0        |

## «Шахтар» (Донецьк)
Головний тренер: Валерій Яремченко
| №            | Футболіст                           | Дата народження   | Країна   | Ігри     | Голи     |
| Воротарі     | Воротарі                            | Воротарі          | Воротарі | Воротарі | Воротарі |
| ------------ | ----------------------------------- | ----------------- | -------- | -------- | -------- |
|              | Нікітін Андрій Дмитрович            | 8 січня 1972      | Україна  | 1        | 0п       |
|              | Шутков Дмитро Анатолійович          | 3 квітня 1972     | Україна  | 30       | 28п      |
| Захисники    |                                     |                   |          |          |          |
|              | Бабій Олександр Миколайович         | 9 липня 1968      | Україна  | 13       | 3        |
|              | Коваль Олександр Миколайович        | 3 травня 1974     | Україна  | 26       | 1        |
|              | Кочвар Сергій Володимирович         | 20 вересня 1968   | Україна  | 9        | 1        |
|              | Леонов Ігор Іванович                | 14 вересня 1967   | Україна  | 26       | 1        |
|              | Старостяк Михайло Володимирович     | 13 жовтня 1973    | Україна  | 23       | 0        |
|              | Чіхрадзе Георгій Олександрович      | 1 жовтня 1967     | Грузія   | 15       | 0        |
|              | Яксманицький Володимир Іванович     | 4 лютого 1977     | Україна  | 17       | 0        |
| Півзахисники |                                     |                   |          |          |          |
|              | Зубов Геннадій Олександрович        | 12 вересня 1977   | Україна  | 27       | 4        |
|              | Ковальов Сергій Миколайович         | 22 листопада 1971 | Україна  | 27       | 2        |
|              | Кривенцов Валерій Сергійович        | 31 липня 1973     | Україна  | 23       | 7        |
|              | Матвєєв Олег Юрійович               | 18 серпня 1970    | Україна  | 25       | 21       |
|              | Новіков Владислав Михайлович        | 6 вересня 1971    | Україна  | 12       | 1        |
|              | Онопко Сергій Савелійович           | 26 жовтня 1973    | Україна  | 15       | 1        |
|              | Орбу Геннадій Григорович            | 23 липня 1970     | Україна  | 13       | 6        |
|              | Співак Олександр Сергійович         | 6 січня 1975      | Україна  | 24       | 2        |
|              | Шелаєв Олег Миколайович             | 5 листопада 1976  | Україна  | 19       | 2        |
|              | Шищенко Сергій Юрійович             | 13 січня 1976     | Україна  | 14       | 0        |
| Нападники    |                                     |                   |          |          |          |
|              | Ателькін Сергій Валерійович         | 8 січня 1972      | Україна  | 24       | 11       |
|              | Воскобойник Олександр Володимирович | 26 січня 1976     | Україна  | 11       | 3        |
|              | Дранов Сергій Геннадійович          | 1 вересня 1977    | Україна  | 1        | 0        |
|              | Поцхверія Михайло Іванович          | 12 серпня 1975    | Грузія   | 21       | 6        |